# Ōinomikado Fuyuji
Ōinomikado Fuyuji (大炊御門冬氏, [[[1282]] -1324] Erro: {{japonês}}: texto da transliteração contém caractere não latino (pos 18) (ajuda)) foi um nobre do período Kamakura da história do Japão.

## Vida
Fuyuji foi filho mais velho de Yoshimune. E foi o 9º líder do ramo Ōinomikado dos Fujiwara

## Carreira
Fuyuji serviu durante os reinados dos Imperadores: Go-Uda (1285 a 1287); Fushimi (1287 a 1298); Go-Fushimi (1298 a 1301); Go-Nijo (1301 a 1308); Hanazono (1308 a 1318); Go-Daigo (1318 a 1324).
Em 29 de dezembro de 1285 Fuyuji ingressou na Corte, no governo do Imperador Go-Uda, sendo designado para o Kurōdodokoro.
Em 29 de julho de 1291, já no governo do Imperador Fushimi, foi nomeado para chefiar o Konoefu (Guarda do Palácio).
Em 27 de novembro de 1302, no governo do Imperador Go-Nijo foi nomeado Sangi. 
Em 28 de janeiro de 1303, no governo do Imperador Hanazono foi empossado Bizen Gonmori (governador da Província de Bizen), no mesmo ano em 28 de agosto foi promovido a Chūnagon. E em 30 de dezembro de 1305 Fuyuji é empossado Chūgūshiki (Chefe do Cerimonial da Imperatriz Consorte).
Em 20 de setembro de 1307 seu pai Ōinomikado Yoshimune veio a falecer, a tristeza que se apossou dele fez com que desistisse do posto de Chūgūshiki e voltou as atribuições de Chūnagon, em 20 de março de 1311 sofreu outro baque devido a morte de seu avô Ōinomikado Nobutsugu.
Em 17 de novembro de 1313 Fuyuji foi promovido a Dainagon e em 29 de junho de 1322, no governo do Imperador Go-Daigo foi promovido a Naidaijin mas demitiu-se em 8 de agosto do mesmo ano, assim como se afastou de suas posições militares. Por fim poucos anos depois veio a falecer em 5 de setembro de 1324. Seu filho Fuyunobu lhe sucedeu na liderança do Clã.
| Precedido por Ōinomikado Yoshimune | -- 9º Líder dos Ōinomikado Fujiwara (1320 -1324) | Sucedido por Ōinomikado Fuyunobu |
| Precedido por Kasannoin Shishin    | 107º Naidaijin (1322)                            | Sucedido por Nakanoin Michishige |